# Porpidiaceae
Porpidiaceae is een botanische naam voor een familie van korstmossen behorend tot de orde Lecanorales. De geslachten van deze familie zijn later heringedeeld naar Lecideaceae.